# 마원성
마원성(1974년 4월 16일 ~)은 OB 베어스의 전 야구 선수다. 서울고등학교를 졸업했다.

## 같이 보기
- 1996년 OB 베어스 시즌
- 멕시코 프로야구